# Orgelbau Linder
Orgelbau Linder ist eine bayerische Orgelbauwerkstatt mit Sitz in Nußdorf am Inn.

## Geschichte
Das Unternehmen wurde 1992 von Orgelbaumeister Alois Linder (* 1960) in Nußdorf am Inn gegründet. Zunächst restaurierte und renovierte Linder vorwiegend historische Orgeln. In den letzten Jahren wurden auch etliche Orgeln in Oberbayern neu gebaut.

## Werkliste (Auswahl)
| Jahr | Ort                         | Gebäude                          | Bild | Manuale                   | Register             | Bemerkungen |
| ---- | --------------------------- | -------------------------------- | ---- | ------------------------- | -------------------- | --- |
| 1996 | Oberwössen                  | Mariä Sieben Schmerzen           |      | II/P                      | 15                   | → Orgel |
| 1999 | Brannenburg                 | Mariä Himmelfahrt                |      | I/P                       | 8                    | Neubau und Erweiterung unter Verwendung des vorhandenen Gehäuses und des gesamten vorhandenen Pfeifenmaterials der Maerz-Orgel von 1905. → Orgel |
| 2002 | Törwang                     | Mariä Himmelfahrt                |      | II/P                      | 22                   | → Orgel |
| 2003 | Otting                      | St. Stephan (Otting)             |      | II/P                      | 20                   | → Orgel |
| 2004 | Waldhausen in Schnaitsee    | St. Martin                       |      | II/P                      | 17                   | → Orgel |
| 2005 | Riedering                   | Mariä Himmelfahrt                |      | II/P                      | 17                   | → Orgel |
| 2005 | Fridolfing                  | Pfarrkirche Mariä Himmelfahrt    |      | II/P                      | 25                   | Restaurierung der Maerz-Orgel von 1893 → Orgel |
| 2006 | Kreuth                      | St. Leonhard                     |      | II/P                      | 14                   | |
| 2007 | Aising                      | St. Stephan                      |      | I/P                       | 13                   | |
| 2007 | Rosenheim                   | St. Nikolaus                     |      | I                         | 5                    | → Truhenorgel |
| 2009 | Flintsbach am Inn           | St. Martin                       |      | II/P                      | 23                   | → Orgel |
| 2010 | Nußdorf am Inn              | St. Leonhard                     |      | I/p                       | 7                    | Restaurierung der Orgel von Jakob Kölbl von ca. 1800. → Orgel |
| 2011 | Siegsdorf                   | Mariä Empfängnis                 |      | II/P                      | 21 (25)              | Prospekt von 1825 von Peter Paul Hörmüller → Orgel |
| 2012 | Grüntegernbach              | St. Nikolaus                     |      | II/P                      | 17                   | → Orgel |
| 2013 | Garching bei München        | St. Katharina                    |      | I/P                       | 10                   | Restaurierung der Maerz-Orgel von 1893 → Orgel |
| 2013 | Attel                       | Kloster Attel                    |      | II/P                      | 24                   | Prospekt und einige Register von Anton Bayr von 1769 → Orgel |
| 2014 | Münsing                     | Mariä Himmelfahrt                |      | II/P                      | 17                   | → Orgel |
| 2014 | Gaimberg                    | Pfarrkirche                      |      | I/P                       | 6                    | → Orgel |
| 2015 | Zapfendorf                  | St. Peter und Paul               |      | II/P                      | 20                   | u. 2 Extensionen u. 1 Vorabzug → Orgel |
| 2016 | Stift Stams                 | Stiftskirche                     |      | I/P                       | 12                   | Restaurierung der Andreas Jäger-Orgel aus dem Jahre 1757 → Orgel |
| 2016 | St. Leonhard am Wonneberg   | St. Leonhard                     |      | II/P                      | 17                   | Das Gehäuse stammt von Orgelbauer Max Schöglmann (1851–1896) aus Burghausen, er hatte es 1883 für ein Instrument mit sieben Stimmen geschaffen. → Orgel |
| 2017 | Neumarkt am Wallersee       | Filialkirche Pfongau             |      | I/P                       | 6                    | 1863 von Matthäus Mauracher d. Ä. gebaut, allerdings stammen von den Metallpfeifen lediglich 5 Prospektpfeifen und 14 Innenpfeifen von Mauracher. Insgesamt sind 76,1 % des Pfeifenmaterials von Johann Christoph Egedacher, der die Orgel 1729 für die Pfarrkirche Köstendorf geschaffen hatte. → Orgel |
| 2017 | Rosenheim                   | Neuapostolische Kirche           |      | II/P                      | 12                   | → Orgel |
| 2018 | Faistenau                   | Pfarrkirche Faistenau            |      | II/P                      | 18                   | Orgelweihe war am Jakobitag, dem 25. Juli 2018. → Orgel |
| 2019 | Altenmarkt an der Triesting | Wallfahrtskirche Hafnerberg      |      | II/P                      | 17                   | Die Orgel war am Sonntag, den 26. Juli 1767 geweiht worden und stammt von Anton Pfliegler. Im Jahr 2019 wurde das Instrument von Orgelbau Linder restauriert und umgebaut, wobei er unter anderem die Balganlage rekonstruierte.                                                                         |
| 2019 | Salzburg                    | Borromäum                        |      | II/P (ursprünglich III/P) | 20 (ursprünglich 32) | Restaurierung der Dreher & Flamm Orgel von 1932. Das dritte Manual, als Chororgel in Altarnähe stehend, wurde in den 1980er Jahren abgeräumt. → Orgel |
| 2019 | Tuntenhausen                | Maria Tuntenhausen               |      | II/P                      | 24                   | Unter Verwendung des Gehäuses von Johann Andreas Fux (* 4. Dezember 1712 in Donauwörth; † 4. Mai 1772 ebenda) aus dem Jahre 1749 |
| 2019 | Götzens                     | Pfarr- und Wallfahrtskirche      |      | II/P                      | 19                   | Erbaut durch Josef Reinisch I.; Restaurationen in den 1970er Jahren und 2018/19 → Orgel |
| 2020 | Rietz                       | Antoniuskirche                   |      | I/P                       | 13                   | Restaurierung der Franz-Weber-Orgel (1871), die Andreas Jäger 1739 für die Alte Pfarrkirche Fließ geschaffen, und die zwischenzeitlich bis 1869 in der Neuen Pfarrkirche in Fließ gestanden hatte. |
| 2021 | Zell am See                 | St. Pius X. Schüttdorf           |      | III/P                     | 20                   | Umsetzung der Scherpf-Orgel von 1967 aus dem Hans-Rosbaud-Studio Baden-Baden, Restaurierung und Anpassungen an den neuen Raum → Orgel |
| 2021 | Oberteisendorf              | St. Georg                        |      | II/P                      | 18                   | → Orgel |
| 2022 | Lans                        | St. Lambert                      |      | II/P                      | 14                   | → Orgel |
| 2023 | Höflein an der Donau        | Pfarrkirche Höflein an der Donau |      | II/P                      | 13                   | im historischen Gehäuse von Franz Reusch aus 1880 |
| 2023 | Halfing                     | Mariä Himmelfahrt                |      | II/P                      | 24                   | → Orgel |